# Saola
Saola (Pseudoryx nghetinhensis) je druh málo známého sudokopytníka z čeledi turovitých (Bovidae), ve které byl zařazen do podčeledi turů (Bovinae) a monotypického rodu saola (Pseudoryx).

## Výskyt
Areál jejího výskytu se nachází v Jihovýchodní Asii v Annamitském pohoří na rozhraní států Vietnam a Laos. Žije skrytě v hustém deštném pralese a pro svět byla objevena až v roce 1992 podle kosterních pozůstatků a kůží a vědecky popsána a zařazena o rok později. Chytit a zkoumat saolu zblízka se žádnému vědci dlouho nedařilo, živou ji v přírodě žádný neviděl, fotografií existuje jen pár a v žádné zoologické zahradě nežije. Existují nicméně pozorování jedinců žijících krátký čas v zajetí.

## Popis
Na prvý pohled se podobá arabským a africkým antilopám přímorožcům také zařazeným mezi tury. To se odráží v jeho rodovém jméně Pseudoryx (přímorožec je latinsky Oryx). V kohoutku dosahuje výšky kolem 85 cm a váží 85 až 100 kg. Přibližná délka jeho těla je 150 cm a ocasu 25 cm.
Srst má tmavohnědou se světlejším odstínem na šíji a spodních partiích těla. Úzký tmavý pruh od kořene ocasu přechází na zadní končetiny. Na hlavě má světle skvrny, nad očima bílé proužky. Okolí spodního rtu a brada jsou také bílé. Ocas, na kterém se střídá bílá barva s hnědou, je zakončen chomáčem černých chlupů. Saola má silný a dlouhý krk. Mírně zahnuté rohy, dlouhé 35 až 50 cm, jsou tmavé barvy a vyrůstají samcům i samicím. Mají vřetenovitý tvar, což bylo příčinou domorodého jména zvířete, saola znamená laosky "vřeteno". Tento popis byl vytvořen podle několika málo jedinců kdy spatřených.

## Ochrana a výhled
Na konci srpna 2010 bylo z Laosu oznámeno, že vesničané jednu saolu, samce, polapili a přivedli do vesnice, kde za několik dnů zvíře uhynulo. Dokázali ho pouze vyfotografovat. Její tělo pak dostali vědci ke zkoumání.
Podle Červeného seznamu IUCN patří Pseudoryx nghetinhensis ke zvířatům zařazených do kategorie kriticky ohrožený druh. Počet jedinců je odhadován na maximálně 750 kusů. Proto se sešli odborníci z několika ochranářských organizací, aby naplánovali další ochranu unikátních kopytníků. Podle zprávy Světového fondu na ochranu přírody (WWF) chtějí ochranáři především v Annamitském pohoří potlačit pytláctví (dosud zlikvidováno téměř 200 tisíc drátěných ok) a snížit počet honicích psů. V plánech je také zlepšení postupů při pozorování saol a jejich označkování radiovými obojky.
Ochranu koordinuje pracovní skupina pro záchranu saol The Saola Working Group (SWG), která plánuje vybudování záchranné stanice pro tento druh. S jejím zprovozněním se počítá již v roce 2018. Na podpoře se podílí několik zoologických zahrad včetně Zoo Praha.